# 블러드샷 (만화)
블러드샷(영어: Bloodshot)은 미국의 출판사 발리언트 코믹스가 출간한 서적에 등장하는 가공의 슈퍼히어로 캐릭터다. 이 등장인물은 Kevin VanHook, Don Perlin, Bob Layton이 제작하였다.

## 출간 역사
블러드샷은 발리언트 코믹스의 인기가 있던 와중에 Kevin VanHook, Don Perlin, Bob Layton이 제작하였다. 이 등장인물의 이름은 아티스트 David Chlystek가 제한하였다. 이 등장인물은 Eternal Warrior #4 (1992년 11월)의 마지막 페이지에 3개의 패널에서 처음 등장하였다.